# Alternating Gradient Synchrotron

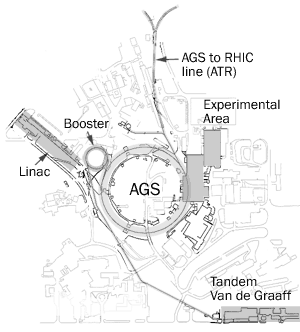
Uma vista esquemática do complexo AGS no Brookhaven National Laboratory.

O Alternating Gradient Synchrotron (AGS) é um acelerador de partículas localizado no Brookhaven National Laboratory em Long Island, Nova York, Estados Unidos.
O Alternating Gradient Synchrotron foi construído sobre o conceito inovador do gradiente alternado, ou princípio de foco forte, desenvolvido pelos físicos de Brookhaven. Este novo conceito em design de acelerador permitiu aos cientistas acelerar prótons para energias que antes eram inatingíveis. O AGS tornou-se o primeiro acelerador do mundo quando atingiu sua energia projetada de 33 bilhões de elétron-volts (GeV) em 29 de julho de 1960.
Até 1968, o AGS era o acelerador de maior energia do mundo, ligeiramente superior à sua máquina irmã de 28 GeV, o Proton Synchrotron do CERN, o laboratório europeu de física de alta energia. Enquanto os aceleradores do século XIX podem atingir energias na região de trilhões de elétron-volts, o AGS rendeu aos pesquisadores três prêmios Nobel e hoje serve como injetor para o Relativistic Heavy Ion Collider de Brookhaven; continua sendo o acelerador de prótons de alta energia de maior intensidade do mundo.
O AGS Booster, construído em 1991, aumenta ainda mais as capacidades do AGS, permitindo que ele acelere feixes de prótons mais intensos e íons pesados, como o ouro. O acelerador de partículas linear de Brookhaven (LINAC) fornece 200 milhões de elétrons-volt (MeV) prótons para o AGS Booster, e os aceleradores Electron Beam Ion Source (EBIS) e Tandem Van de Graaff fornecem outros íons para o AGS Booster. O AGS Booster então acelera essas partículas para injeção no AGS. O AGS Booster também fornece feixes de partículas para o Laboratório de Radiação Espacial da NASA.